# Jhumri Tilaiya
Jhumri Tilaiya è una suddivisione dell'India, classificata come municipality, di 69.444 abitanti, situata nel distretto di Koderma, nello stato federato del Jharkhand. In base al numero di abitanti la città rientra nella classe II (da 50.000 a 99.999 persone).

## Geografia fisica
La città è situata a 24° 25' 60 N e 85° 31' 0 E e ha un'altitudine di 383 m s.l.m..

## Società

### Evoluzione demografica
Al censimento del 2001 la popolazione di Jhumri Tilaiya assommava a 69.444 persone, delle quali 36.750 maschi e 32.694 femmine. I bambini di età inferiore o uguale ai sei anni assommavano a 11.286, dei quali 5.808 maschi e 5.478 femmine. Infine, coloro che erano in grado di saper almeno leggere e scrivere erano 43.265, dei quali 26.368 maschi e 16.897 femmine.